# José Albiñana
José Albiñana Rubio (Sagra, 1819 - Sagra, 1879) est  photographe espagnol, pionnier dans l'usage du daguerréotype.

## Biographie
José Albiñana fut actif à Madrid et jouissait d'un grand prestige en tant que photographe pour le palais d'Isabelle II.
Il participe à l'Exposition universelle de 1855.
Un grand nombre de ses portraits sont conservés à la Bibliothèque nationale d'Espagne.

## Source
- (es) Cet article est partiellement ou en totalité issu de l’article de Wikipédia en espagnol intitulé « José Albiñana » (voir la liste des auteurs).